# Sobčice
Sobčice település Csehországban, a Jičíni járásban. Sobčice Podhorní Újezd a Vojice, Ostroměř és Chomutice településekkel határos. Lakosainak száma 286 fő (2024. január 1.).

## Népesség
A település lakosságának változását az alábbi diagram mutatja:
| Lakosok száma | 727  | 604  | 566  | 350  | 313  | 284  | 290  | 295  | 286  | 286  |
|               | 1869 | 1900 | 1921 | 1961 | 1980 | 2011 | 2016 | 2019 | 2021 | 2024 |